# Аджман (город)
Аджма́н (араб. عجمان‎) — город в Объединённых Арабских Эмиратах, административный центр эмирата Аджман.
Город расположен на берегу Персидского залива в нескольких километрах от города Шарджа, образуя вместе с Шарджей и Дубаем агломерацию с населением около 3 млн человек. Население собственно Аджмана — 490 тысяч человек (2017): это 5-й по количеству населения город в ОАЭ.

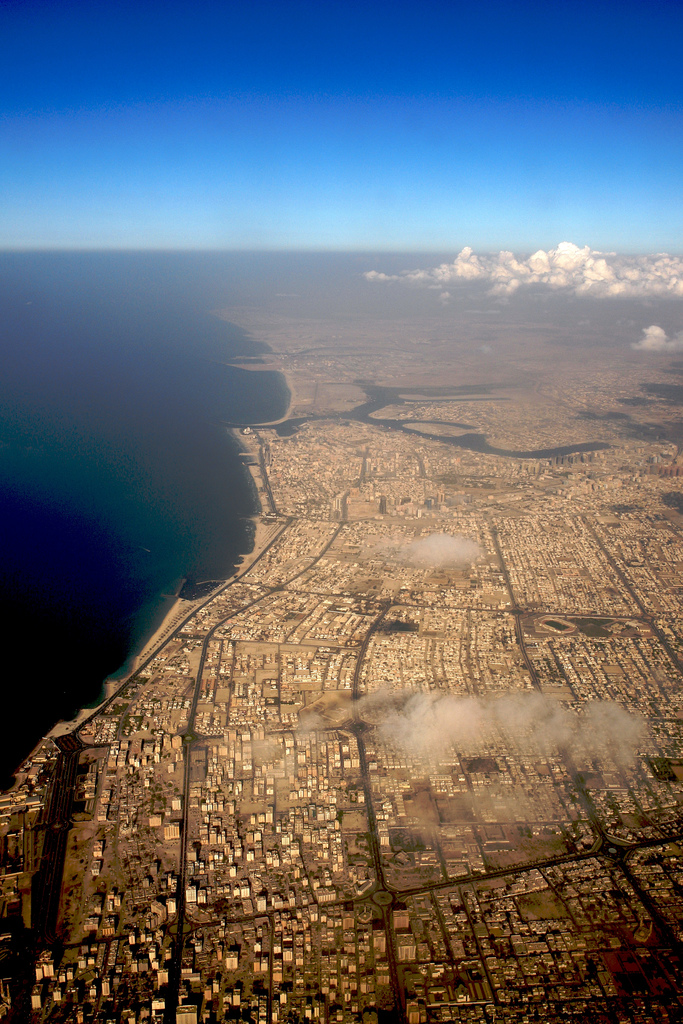
Вид на Аджман

С давних пор он прославился как центр рыболовного промысла в регионе, а также добычей жемчуга, однако до недавнего времени[какого?] был небольшим городком. Лишь в последнее время город стал быстро расти благодаря бурному развитию близлежащих мегаполисов — Дубая и Шарджи. В городе расположен морской порт. Аджман знаменит своими верфями, на которой до сих пор по старинным технологиям производят традиционные арабские парусники доу и современнейшие стеклопластиковые суда.
Город знаменит своим Национальным историческим музеем с экспозицией археологических находок, манускриптов и оружия. Также можно посетить квадратную сторожевую башню, мечеть Аль-Нуами, трек для верблюжьих бегов.